# Toni Franz
Toni Franz (11 de abril de 1983) es un deportista alemán que compitió en natación, en la modalidad de aguas abiertas. Ganó una medalla de bronce en el Campeonato Mundial de Natación en Aguas Abiertas de 2008, en la prueba de 10 km.

## Palmarés internacional
| Campeonato Europeo | Campeonato Europeo | Campeonato Europeo | Campeonato Europeo |
| Año                | Lugar              | Medalla            | Prueba             |
| ------------------ | ------------------ | ------------------ | ------------------ |
| 2008               | Sevilla (España)   | Medalla de bronce  | 10 km              |